# Rodrick Rhodes
Pour les articles homonymes, voir Rhodes (homonymie).
Rodrick Rhodes, né le 24 septembre 1973 à Jersey City dans le New Jersey, est un joueur et entraîneur américain de basket-ball. Il évoluait au poste d'ailier.